# Bunte Scherben
Bunte Scherben ist das dritte Album der deutschen Rockmusikgruppe Keimzeit. Es enthält den größten Hit der Band Kling Klang.
Die Lieder wurden (bis auf eine Ausnahme) im Power Play Tonstudio in Berlin-Moabit aufgenommen. Das Album kam 1993 in den Handel. Als Gastmusiker traten Hermann Naehring (Percussions) und Tobias Morgenstern (Akkordeon) auf.

## Stil
Auf ihrem dritten Album öffnet sich die Band neuen musikalischen Einflüssen: Der DDR-Bluesrock schimmert kaum noch durch, dafür erklingen in der Hälfte aller Lieder südamerikanische Rhythmen. Viele Lieder sind außergewöhnlich fröhlich und werden dabei noch durch die verspielten Texte unterstützt (Kling Klang, Zweiundzwanzig). Selbst der Song Trauriges Kind wirkt beschwingt. Als Kontrast dazu stehen melancholische Balladen wie Kleinod, das instrumentale Oputz I und das düster-rockige Schmetterlinge.
Der Song Kling Klang findet sich sogar zwei Mal auf dem Album: Track #13 kann als die urwüchsige Originalversion angesehen werden. Er wurde als einziger nicht im Power Play Tonstudio in Berlin-Moabit aufgenommen, sondern im Vielklang-Studio in Berlin-Kreuzberg. Track #2 hingegen gilt als die poppige Radioversion.

## Kritiken
„Das Schärfste aus unserem Osten: Mit lakonisch-hypnotischer Rio Reiser-rauher Stimme seziert Norbert Leisegang die westlich glitzernde Plastik-Neonwelt, die in wertlose Scherben zerbricht. In verspielten Folkblues-, Samba- und Rocktönen empfiehlt Keimzeit als Gegenmittel das Tanzen im Untergrund. Zwischen den Zeilen steckt die Sympathie für ewige Verlierer, die letzte Ausbruchsversuche starten - nach Feuerland, zum heißblütigen Flamenco oder in zartbittere Lieben.“

## Titelliste
Alle Lieder (Komposition und Text) von Norbert Leisegang – außer Titel 11
1. Amerikanische Liebe
2. Kling Klang
3. Breit
4. Schmetterlinge
5. Bunte Scherben
6. Trauriges Kind
7. Sommernächte
8. La Vie De La Boheme
9. See voller Tränen
10. Kleinod
11. Oputz I (instrumental) (Musik: Matthias Opitz)
12. Alfred
13. Kling Klang (komponiert 1986)
14. Zweiundzwanzig